# 宿叶马先蒿
宿叶马先蒿（学名：Pedicularis tenacifolia）为列当科马先蒿属的植物，是中国的特有植物。分布于中国大陆的西藏等地，生长于海拔4,550米至4,900米的地区，多生在山坡草甸，目前尚未由人工引种栽培。